# Aneirin Hughes
Aneirin Hughes, původně Aneurin (* 8. května 1958), je velšský herec a zpěvák. Narodil se v Aberystwythu a studoval hudbu na zdejší univerzitě. Jedním z jeho pedagogů byl například Ian Parrott. Svou hereckou kariéru zahájil v osmdesátých letech v mýdlové opeře s názvem Pobol y Cwm (hrál zde postavu jménem Rhydian, v roce 2012 se do seriálu vrátil, tentokrát hrál osobu pojmenovanou Moc Thomas). Za svou roli ve velšskojazyčném filmu Cameleon z roku 1997 získal cenu BAFTA Cymru za nejlepšího herce. Dále hrál například ve filmech Teorie létání (1998), Cirkus (2013) a Ten Jim (2015), stejně jako v řadě dalších seriálů (Family Affairs, Spooks, Young Dracula, Y Gwyll). Roku 2014 hrál ve zpracování rozhlasové hry Dylana Thomase s názvem Under Milk Wood. Rovněž hrál ve filmu téhož názvu, jež měl premiéru následujícího roku. Rovněž ztvárnil Gwynfora Evanse ve filmu Y Penderfyniad?.